# 第31教育飛行隊 (航空自衛隊)
第31教育飛行隊（だい31きょういくひこうたい、JASDF 31st Training Squadron）は、航空自衛隊航空教育集団第1航空団隷下の飛行訓練部隊。1989年（平成元年）にT-4練習機の1番目の飛行隊（マザースコードロン）として浜松基地で新編され、T-4による基本操縦（後期）課程の教育を行っている。

## 概要
1980年代の航空自衛隊における操縦教育体系では、第1初級操縦課程をT-3初等練習機で70時間、第2初級操縦課程をT-1A/B中等練習機で80時間、基本操縦課程をT-33A中等練習機で100時間、戦闘機操縦課程をT-2高等練習機で100時間行われていたが、T-33Aの旧式化は否めず、後継機として開発された国産のT-4中等練習機が1988年（昭和63年）7月28日に防衛庁長官から部隊使用承認が付与され、同年10月1日に浜松基地で臨時T-4教育飛行隊が新編された。
臨時T-4飛行隊では、1年間のT-4の運用試験が行われ、12名の学生パイロットを対象に試行課程の教育を実施した。1989年（平成元年）10月2日に臨時T-4飛行隊が改編され、第1航空団隷下に第31教育飛行隊が発足した。
第31教育飛行隊では、芦屋基地の第13飛行教育団での基本操縦（前期）課程修了者を対象に、1コース約5名の学生パイロットに対して約6.5か月の教育期間に80時間の操縦訓練を行うシラバスを実施しており、ウイングマーク授与後は戦闘機操縦（F-15またはF-2）課程へと進む。
部隊マークは、黒と黄のチェック帯に青のストライプ。
なお、同じ浜松基地に所在する第32教育飛行隊と機体の管理、識別を容易にするため、シリアルナンバーの奇数号機を第31教育飛行隊、偶数号機を第32教育飛行隊に配備している。

## 沿革
- 1988年（昭和63年）10月1日 - 浜松基地の第1航空団隷下にて臨時T-4教育飛行隊発足[2][4]。
- 1989年（平成元年）10月2日 - 臨時T-4飛行隊が第31教育飛行隊に改編[2][4]。
  - 11月 - T-4による基本操縦課程教育開始[4]。
- 2009年（平成21年）11月14日 - 部隊創設20周年記念行事を実施[4]。

## 歴代運用機
- 練習機
  - T-4（1989年～）